# Charles II của Anh
Charles II của Anh (29 tháng 5 năm 1630 – 6 tháng 2 năm 1685) là vua của Anh, Scotland, và Ireland. Ông là vua Scotland từ 1649 đến khi bị lật đổ năm 1651, và là vua Anh, Scotland, Ireland từ khi trung hưng chế độ quân chủ năm 1660 đến khi mất.
Phụ thân của Charles II, Charles I, bị chặt đầu tại Whitehall ngày 30 tháng 1 năm 1649, vào lúc cao trào của Nội chiến Anh. Mặc dù Nghị viện Scotland công nhận Charles II là Quốc vương ngày 5 tháng 2 năm 1649, Anh quốc khi đó bước vào thời kì gọi là Thời giữa hai đời vua hay Khối thịnh vượng chung Anh, và quốc gia này trên thực tế là nước cộng hòa, cầm đầu là Oliver Cromwell. Cromwell đánh bại Charles II ở Trận Worcester ngày 3 tháng 9 năm 1651, và Charles bỏ trốn qua đại lục. Cromwell trở thành nhà độc tài cai trị Anh, Scotland và Ireland, và Charles trong 9 năm tiếp theo lưu vong ở Pháp, Cộng hòa Hà Lan và Hà Lan thuộc Tây Ban Nha. Cuộc khủng hoảng chính trị sau cái chết của Cromwell năm 1658 dẫn đến sự trung hưng của nền quân chủ, và Charles được mời trở về Anh. Ngày 29 tháng 5 năm 1660, ngày sinh nhật thứ 30, ông trở lại London dưới sự chào đón của công chúng. Sau 1660, tất cả các tài liệu chính thức đều đánh dấu ông đã kế vị cha ông ngay từ năm 1649.
Nghị viện của Charles ban hành bộ luật gọi là Điều luật Clarendon, được lập ra nhằm chống đỡ cho địa vị của Giáo hội Anh vừa được tái lập. Charles chiều theo Clarenndon dù rằng ông hướng về tư tưởng khoan dung tôn giáo. Vấn đề đối ngoại trong những năm đầu triều đại của ông chủ yếu tập trung vào Chiến tranh Anh-Hà Lan lần thứ hai. Năm 1672, ông ký kết một hiệp định bí mật ở Dover, liên minh với người anh họ Louis XIV của Pháp. Louis đồng ý hỗ trợ ông trong Chiến tranh Anh-Hà Lan lần thứ ba và cấp cho ông tiền trợ cấp, và Charles bí mật hứa hẹn sẽ đổi qua đạo Thiên Chúa vào một ngày nào đó trong tương lai. Charles cố gắng tái ban hành Tự do tôn giáo cho người Công giáo và người Tin Lành bất đồng chánh kiến với Đặc ân hoàng gia 1672, nhưng Nghị viện Anh buộc ông phải thu hồi nó. Năm 1679, Titus Oates phát giác ra cái gọi là "Âm mưu của Giáo hoàng" dẫn đến cuộc Khủng hoảng Loại trừ khi sự thực phơi bày ra em trai và là người kế vị của Charles là (James, Quận công xứ York) là người đạo Thiên Chúa. Cuộc khủng hoảng dẫn đến sự ra đời của Đảng Whig ủng hộ loại trừ và Đảng Tory chống lại Loại trừ. Charles đứng về phía đảng Tory (Bảo thủ), và, sau khi Âm mưu Nhà Rye nhằm ám sát Charles và James năm 1683, một vài nhà lãnh đạo đảng Whig bị xử tử hoặc lưu đày. Charles giải tán Nghị viện Anh năm 1681, và một mình cai trị đến khi chết ngày 6 tháng 2 năm 1685. Ông cải theo Đạo Thiên Chúa vào phút lâm chung.
Charles nổi danh là Quân vương hưởng lạc, vì cả lối sống phóng đãng và chủ nghĩa hưởng lạc trong triều đình của ông, và đất nước nhộn nhịp trở lại sau một thập kỉ dưới sự cai trị của Cromwell và Thanh giáo. Phu nhân của Charles, Catarina Henriqueta của Bồ Đào Nha, không có con, nhưng Charles đã thừa nhận ít nhất 12 người con ngoại hôn với rất nhiều tình nhân. Ông được kế vị bởi em trai là James.

## Thời thơ ấu, nội chiến và lưu vong

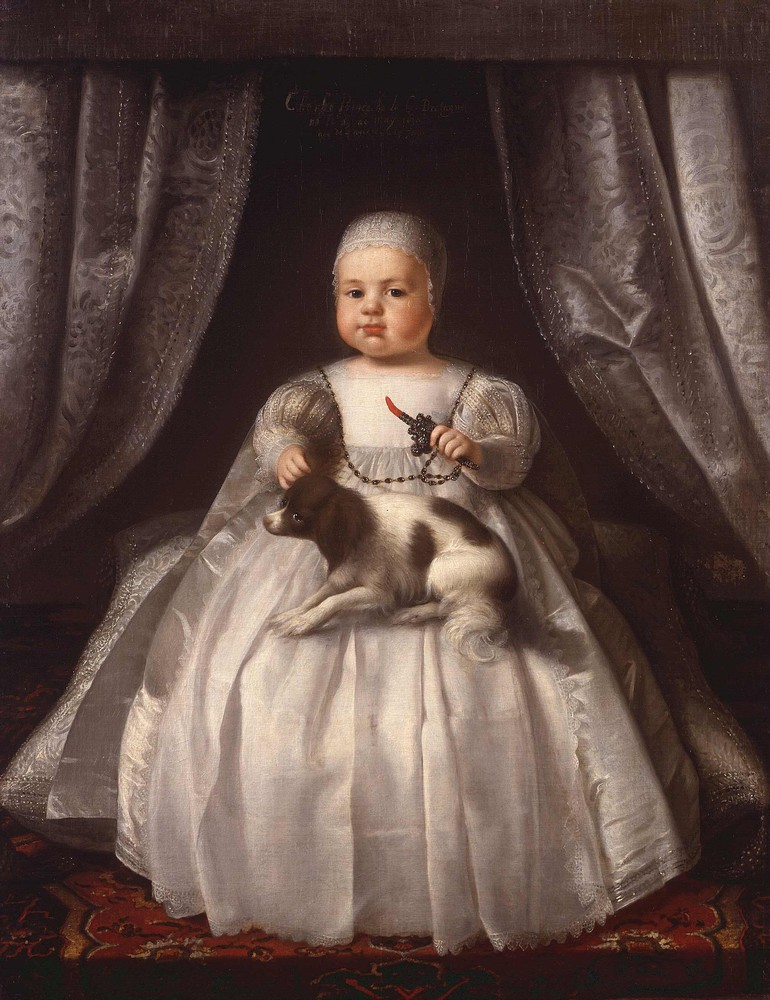
Charles II vào lúc sơ sinh, họa phẩm của Justus van Egmont

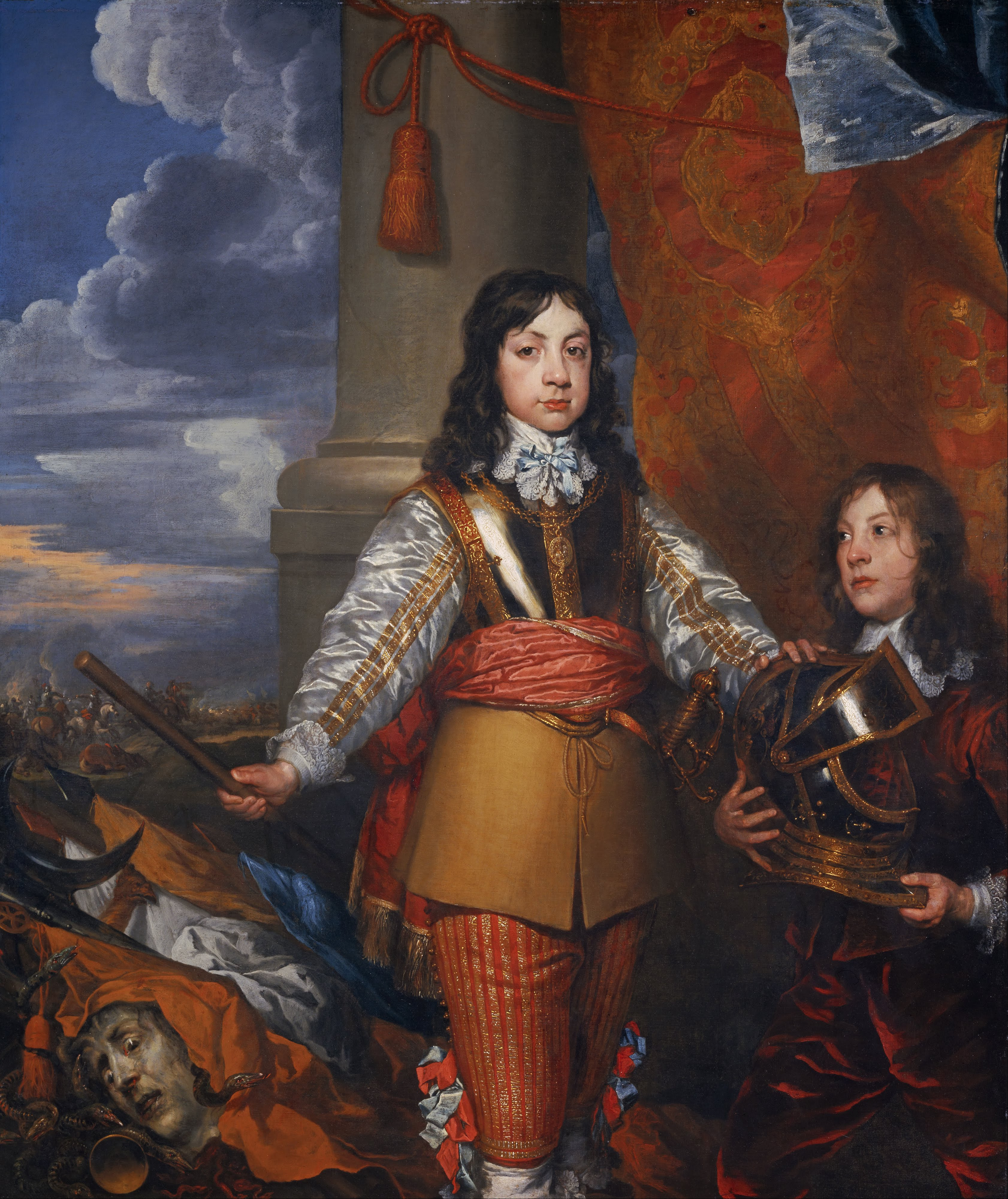
Chân dung vẽ bởi William Dobson, c. 1642 hoặc 1643

Charles II chào đời ở Cung điện St James ngày 29 tháng 5 năm 1630. Phụ thân của ông là Charles I (người cai trị ba vương quốc Anh, Vương quốc Scotland và Vương quốc Ireland) và Henrietta Maria (em gái của nhà vua Pháp quốc Louis XIII). Charles là người con thứ hai của họ. Hoàng trưởng tử chào đời một năm trước Charles nhưng qua đời chỉ trong vòng một ngày. Anh, Scotland và Ireland lần lượt theo các tôn giáo là Anh giáo, Giáo hội Trưởng lão và Thiên Chúa. Charles được rửa tội tại Nhà nguyện hoàng gia ngày 27 tháng 6 theo nghi thức Anh giáo bởi Giám mục London, William Laud, và lớn lên dưới sự nuôi nấng của Nữ Bá tước Dorset, người Tin Lành, mặc dù cha mẹ đỡ đầu của ông bao gồm ông cậu và bà ngoại, Marie de' Medici, họ đều là người Công giáo. Vào lúc chào đời, Charles nghiễm nhiên trở thành Quận công Cornwall và Quận công Rothesay, cùng với một số chức vị liên quan khác. Vào khoảng năm lên tám, ông được tiến phong Thân vương xứ Wales, mặc dù ông không bao giờ được chính thức nhậm chức với Huy chương Thân vương xứ Wales.
Trong những năm 1640, khi Charles vẫn còn trẻ, phụ thân ông tiến hành chiến tranh với lực lượng Nghị viện và Thanh giáo trong cuộc Nội chiến Anh. Charles đồng hành với phụ thân trong Trận Edgehill và vào năm 14 tuổi, ông tham gia vào chiến dịch 1645, khi ông làm chỉ huy trên danh nghĩa các lực lượng Anh tại miền tây. Mùa xuân năm 1646, cha ông thất trận trong chiến tranh, và Charles rời Anh quốc vì tình trạng không an toàn lúc đó, di chuyển đến Falmouth sau thời gian ở tại Lâu đài Pendennis, lúc đầu đi đến Đảo Scilly, sau đó là Jersey, và cuối cùng là đến Pháp, nơi mẫu thân ông đang sống lưu vong ở đó dưới sự bảo trợ của người cháu bà ta, mới 8 tuổi là quốc vương Louis XIV.
Năm 1648, trong cuộc Nội chiến Anh lần thứ hai, Charles dời đến The Hague, nơi em gái ông Mary và em rể ông William II, Hoàng thân xứ Orange, dường như cung cấp nhiều viện trợ đáng kể cho phe bảo hoàng hơn là sự giúp đỡ từ người Pháp thông qua mối quan hệ với hoàng hậu. Tuy nhiên, lực lượng bảo hoàng dưới sự chỉ huy của Charles không chiếm được lợi thế nào, và không thể đặt chân tới Scotland đúng thời điểm để hội quân với đội quân bảo hoàng của Quận công Hamilton thứ nhất, trước khi đội quân này bị đánh bại ở tại Trận Preston bởi quân Nghị viện.
Tại The Hague, Charles trải qua một mối tình ngắn ngủi với Lucy Walter, về sau bà ta tuyên bố giả dối rằng họ từng kết hôn trong bí mật. Con của họ, James Crofts (về sau là Công tước xứ Monmouth và Công tước xứ Buccleuch), là một trong rất nhiều những đứa con bất hợp pháp của Charles và trở nên nổi tiếng trong xã hội Anh.
Charles I đầu hàng năm 1646. Ông trốn thoát và lại bị bắt năm 1648. Mặc dù có những nỗ lực ngoại giao từ phía con trai nhằm cứu thoát cho ông, Charles I vẫn bị chặt đầu vào tháng 1 năm 1649, và Anh trở thành nước Cộng hòa. Năm 5 tháng 2, Hội đồng Nghị viện Tô Cách Lan (Covenanters) tuyên bố Charles II là "Vua của Đại Anh, Pháp và Ireland" tại Mercat Cross, Edinburgh, nhưng từ chối cho phép ông tới Scotland trừ phi ông chấp thuận Giáo hội Trưởng Lão trên khắp đảo Anh và Ireland.

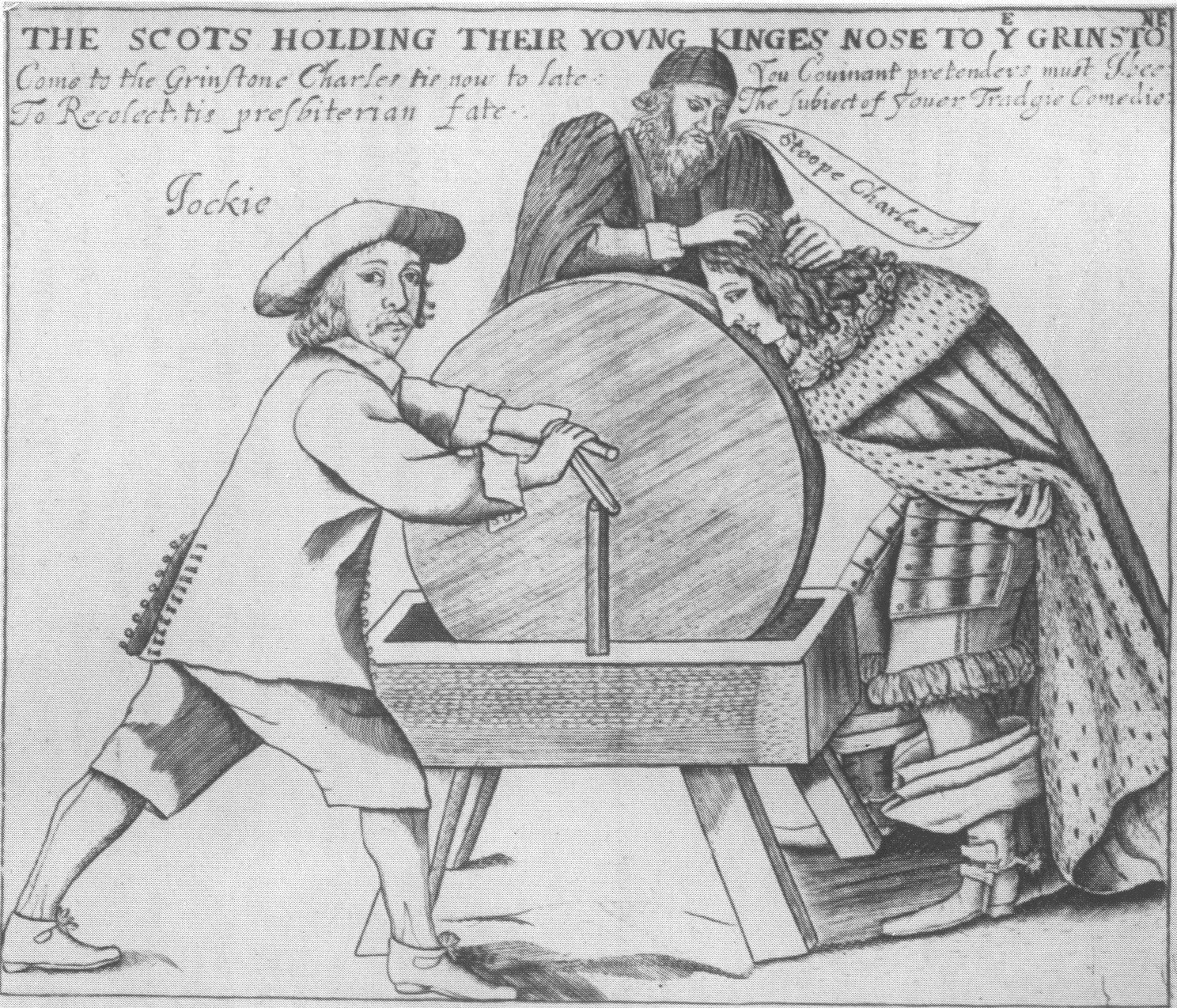
"Người Scotland nắm mũi vị vua trẻ của họ lên đá mài", từ một quyền sách châm biếm của Anh

 Khi cuộc đàm phán bị đình trệ, Charles ủy quyền cho Tướng quân Montrose đánh Đảo Orkney với một lực lượng nhỏ để đe dọa xâm lược Scotland, với hi vọng sẽ đổi hướng bản thỏa thuận theo chiều hướng có lợi cho ông. Montrose lo sợ rằng Charles sẽ chấp thuận thỏa nhiện, nên quyết định xâm lược Scotland ngay lập tức. Ông bị bắt và xử tử. Charles miễn cưỡng hứa rằng ông sẽ tuân thủ theo các điều khoản của thỏa thuận giữa ông với Nghị viện Scots tại Breda, và hỗ trợ Solemn League và Covenant, theo đó ủy quyền Cai quản nhà thờ Trưởng Lão trên khắp đảo Anh. Khi ông đặt chân lên đất Scotland ngày 23 tháng 6 năm 1650, ông đồng ý với Nghị viện; sự từ bỏ chế độ giám mục của ông, dù giúp ông giành được sự ủng hộ ở Scotland, nhưng lại khiến ông mất lòng người Anh. Tự thân Charles sớm trở thành một nhân vật "hèn hạ" và "đạo đức giả" dưới mắt những người Covenanters.

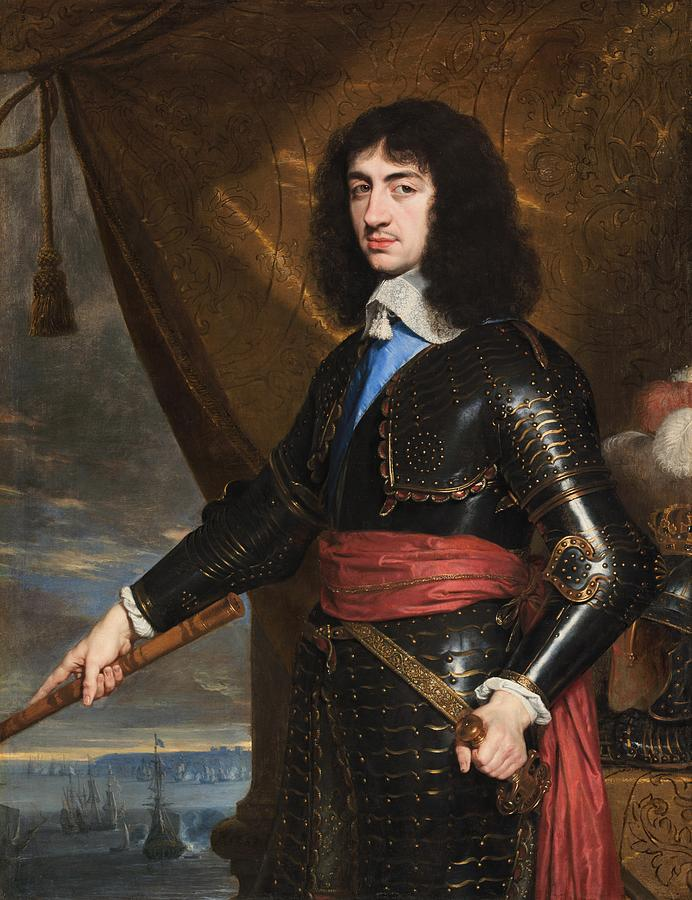
A king in exile: Charles II painted by Philippe de Champaigne, c. 1653

Ngày 3 tháng 9 năm 1650, những người Covenanter bị đánh bại ở trận Dunbar trước một đội quân nhỏ hơn dưới sự chỉ huy của Oliver Cromwell. Lực lượng Tô Cách Lan bị chia ra thành Engagers bảo hoàng và Covenanters Trưởng Lão, thậm chí họ còn mâu thuẫn với nhau dữ dội. Bị vỡ mộng bởi phe Covenanters, nên trong tháng 10 Charles cố gắng chạy thoát khỏi họ để theo về phe Engager, một sự kiện được gọi là "Sư bắt đầu", nhưng chưa đầy hai ngày sau phe Trưởng lão đã đuổi theo kịp và bắt lại ông. Tuy nhiên, người Scots vẫn là hi vọng số một về sự phục ngôi của Charles, và ông được gia miện Vua của Tô Cách Lan tại Scone Abbey ngày 1 tháng 1 năm 1651. Với việc lực lượng Cromwell đe dọa vị trí của Charles ở Tô Cách Lan, đã dẫn đến quyết định đánh phủ đầu vào nước Anh. Với việc phần lớn lớn người Scots (bao gồm Lãnh chúa Argyll và nhiều nhà lãnh đạo Covenanters khác) từ chối tham gia, và ít người bảo hoàng ở Anh gia nhập lực lượng vì họ đã di chuyển đến miền nam Anh quốc, cuộc xâm lược kết thúc với thất bại tại Trận Worcester ngày 3 tháng 9 năm 1651, sau đó Charles chạy trốn và ẩn nấp trong Royal Oak tại Boscobel House. Qua sáu tuần lẩn tránh, Charles trốn khỏi Anh quốc bằng cách ngụy trang, đặt chân được lên Normandy ngày 16 tháng 10, mặc dù phía Anh treo thưởng £1,000 cho cái đầu của ông, và nguy cơ mất mạng dành cho những ai cứu giúp ông cộng thêm việc ông rất khó để ngụy trang, vì Charles, với chiều cao 6 ft (1,8 m), bị xem là có chiều cao bất thường.
Cromwell được cử làm Bảo hộ công ở Anh, Scotland và Ireland, đặt toàn bộ quần đảo Anh dưới nền độc tài quân sự. Trong cảnh nghèo khổ, Charles không thể có đủ sự hỗ trợ để gây ra thách thức nào cho chính phủ Cromwell. Mặc dù gia tộc Stuart có quan hệ thông gia với các cường quốc châu Âu qua Henrietta Maria và Công nương xứ Orange, Pháp và Cộng hòa Hà Lan ký liên kết với chính phủ Cromwell từ năm 1654, buộc Charles phải cầu đến viện trợ từ Tây Ban Nha, thế lực đang thống trị Nam Hà Lan khi đó. Charles xây dựng một lực lượng khố rách áo ôm từ những thần dân lưu vong; lực lượng quá nhỏ, lương thấp, trang bị kém, và vô kỉ luật này lại trở thành hạt nhân cho quân đội Hậu Trung Hưng.

## Trung Hưng
Sau cái chết của Cromwell năm 1658, cơ hội giành lại vương miện cho Charles lúc đầu có vẻ khá thấp vì Cromwell có người kế thừa chức Bảo hộ công là con trai ông ta, Richard. Tuy nhiên, vị tân Bảo hộ công không có quyền lực gì đối với cả Nghị viện và Quân đội Kiểu mới. Ông ta buộc phải thoái vị năm 1659 và nền bảo hộ cáo chung. Trong tình trạng bất ổn về cả nhân sự và quân sự diễn ra sau đó, George Monck, Thủ hiến Tô Cách Lan, lo ngại rằng đất nước sẽ sớm rơi vào cảnh hỗn loạn. Monck và quân của ông tiến vào thành London và buộc Nghị viện Rump triệu tập lại những thành viên của Nghị viện Dài hạn đã bị loại trừ tháng 12 năm 1648 sau Cuộc thanh trừng Kiêu hãnh. Nghị viện dài hạn tự giải tán và lần đầu tiên trong gần 20 năm, có cuộc bầu cử lớn. Nghị viện vạch rõ lộ trình bầu cử để có sự đảm bảo, vì họ nghĩ về sự trở lại của lực lượng Trưởng Lão.
Những hạn chế chống lại lực lượng bảo hoàng và người bảo phiếu phần lớn đã bị bác bỏ, và cuộc bầu cử dẫn đến kết quả Viện Thứ dân có lực lượng khá đồng đều giữa các nhà chính trị Bảo hoàng và các nghị sĩ trên cơ sở tôn giáo giữa Anh giáo và Giáo hội Trưởng Lão. Nghị viện mới với tên gọi Nghị viện Quy ước họp vào ngày 25 tháng 4 năm 1660, và sớm nhận được tin tứ từ Tuyên cáo Breda, được Charles đồng ý, cùng với những điều khác, là tha thứ cho những cựu thù của cha ông. Nghị viện Anh quyết định tuyên bố Charles là Vua và mời ông trở về nước, thông điệp đến chỗ Charles tại Breda ngày 8 tháng 5 năm 1660. Ở Ireland, một hội nghị được triệu tập vào đầu năm, cũng công nhận Charles. Ngày 14 tháng 5, ông được tuyên bố là vua ở Dublin.

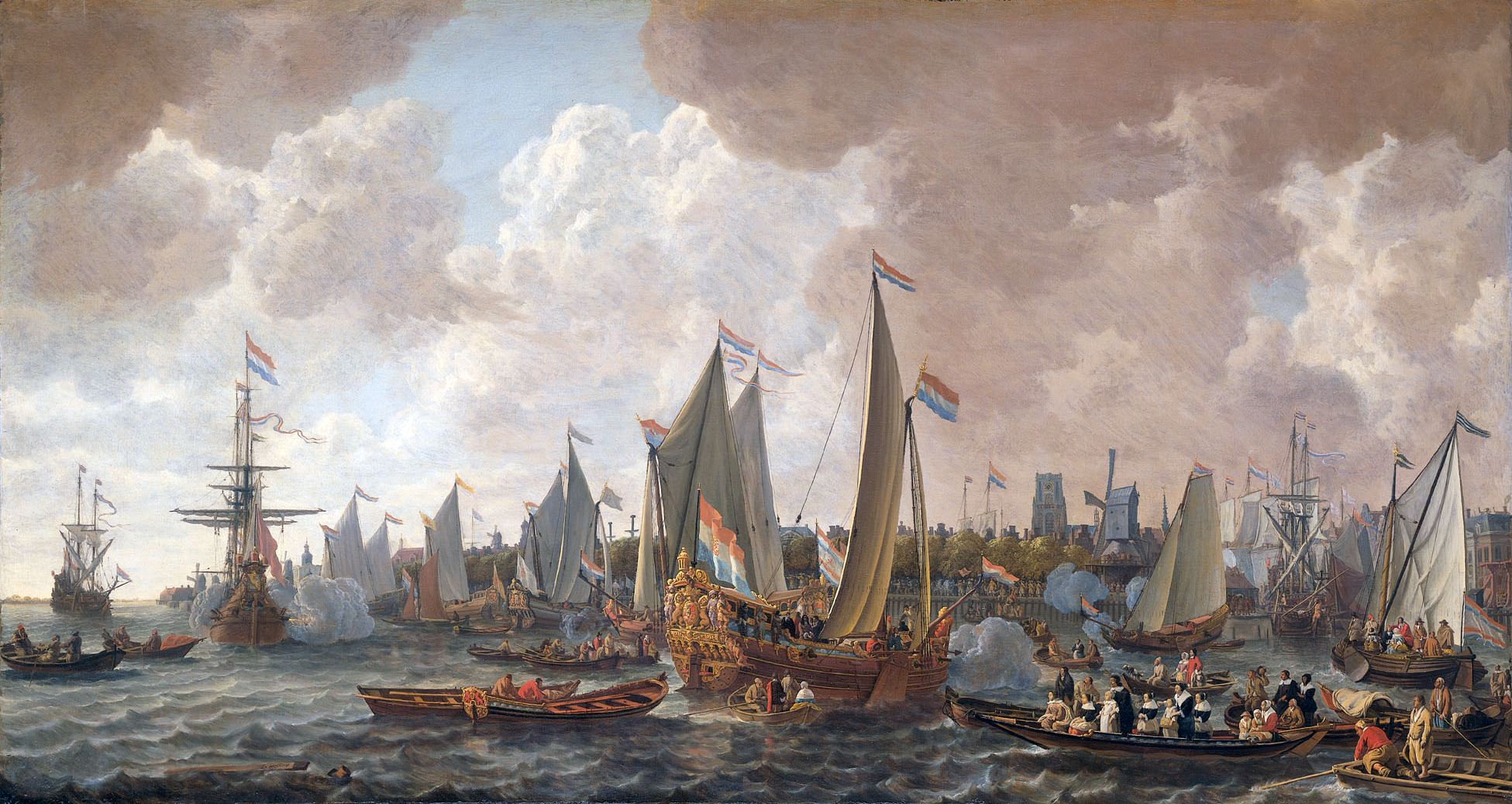
Charles đang giong buồm từ nơi lưu vong ở Hà Lan và trở về phục nghiệp ở Anh tháng 5, 1660. Tranh vẽ bởi Lieve Verschuier.

Ông khởi hành đến nước Anh từ Scheveningen, đến Dover ngày 25 tháng 5 năm 1660 và đến London ngày 29 tháng 5, ngày sinh nhật thứ 30. Mặc dù Charles và Nghị viện đã ân xá cho những người ủng hộ Cromwell trong Đạo luật Miễn trừ và Quên lãng, 50 đã bị loại trừ. Cuối trong chín trong số những kẻ giết tiên vương đã bị xử tử: họ bị treo cổ, mổ ruột và phanh thây; những người khác bị án chung thân hoặc đơn giản chỉ là lột hết chức tước. Thi thể của Oliver Cromwell, Henry Ireton, và John Bradshaw bị khai quật để làm nhục và bị chặt đầu sau khi chết.
Charles đồng tình dỡ bỏ các khoản thu thời phong kiến; đổi lấy việc đó Nghị viện cung cấp cho ông tiền trợ cấp hằng năm lên £1.2 triệu, phần lớn được lấy ra từ thuế nhập khẩu và hàng hóa. Tuy nhiên trợ cấp này là không đủ trong phần lớn triều đại Charles. Tổng hết số đó chỉ là một phần của số tiền tối đa mà Charles được rút ra từ Kho bạc trong mỗi năm; thu nhập thực tế cao hơn nhiều, dẫn đến các khoản nợ liên kết; và những nỗ lực nhằm kiếm thêm tiền thông qua thuế bầu cử, thuế đất và thuế lò sưởi.

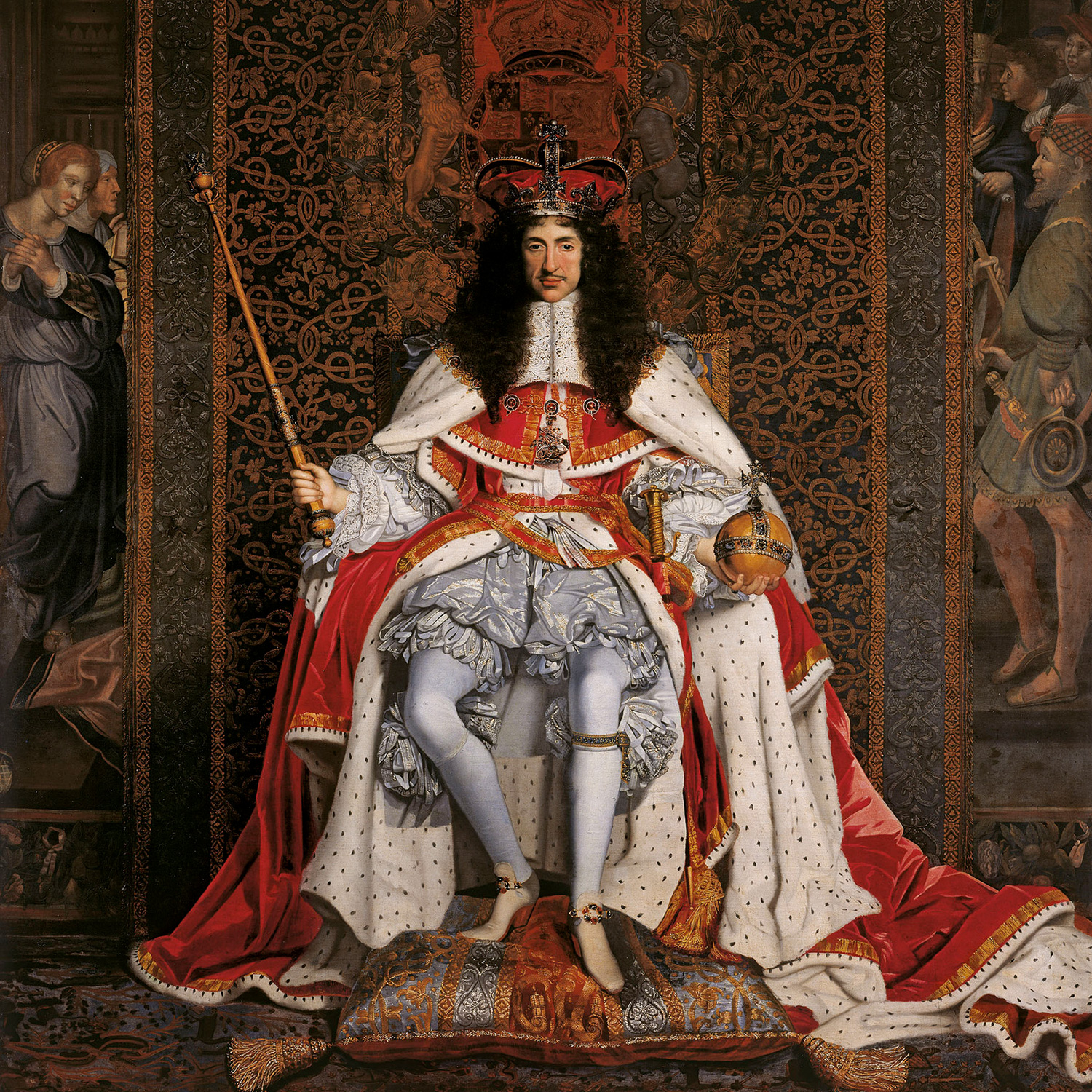
Charles được gia miện tại Tu viện Westminster ngày 23 tháng 4 năm 1661.
Chân dung ngày đang qua vẽ bởi John Michael Wright, c. 1661

Nửa cuối năm 1660, niềm vui phục ngôi của Charles bị nhạt đi vì cái chết của em trai út, Henry, và em gái, Mary, vì bệnh đậu mùa. Vào khoảng thời gian đó, Anne Hyde, con gái của Quan Chưởng ấn, Edward Hyde, tiết lộ rằng mình đã mang thai con của em trai Charles, James, hai người từng bí mật kết hôn. Edward Hyde, không biết gì chuyện con gái mình bí mật kết hôn và mang thai, được tấn phong Bá tước Clarendon vì địa vị của ông là sủng thần của Charles được tăng cường..

### Luật Clarendon
Quốc hội Quy ước giải tán vào tháng 12 năm 1660, và, không lâu sau lễ đăng quang, Quốc hội thứ hai được triệu tập. Được gọi là Nghị viện Ngạo mạn, nó áp đảo Hoàng gia và Giáo hội Anh. Họ tìm cách ngăn cản sự bất tuân giáo ở Giáo hội Anh, và thông qua nhiều đạo luật để bảo vệ sự thống trị của Anh giáo. Với Đạo luật Liên đoàn 1661, yêu cầu các quan chức trong thành phố phải tuyên thệ trung thành; Đạo luật Đồng nhất 1662 bắt buộc sử dụng Sách Cầu nguyện chung Anh giáo; Đạo luật Hội họp Tôn giáo bí mật 1664 cấm tụ họp nhiều hơn năm giáo sĩ, trừ phi dưới sự bảo trợ của Giáo hội Anh; và Đạo luật Năm dặm 1665 cấm chỉ những giáo sĩ bước vào phạm vi năm dặm (8 km) trong những giáo xứ mà họ đã bị trục xuất. Luật Hội họp Tôn giáo và Năm dặm vẫn có hiệu lực trong những năm tiếp theo của triều Charles. Các đạo luật được xưng gọi là "Luật Clarendon", theo tên của Lãnh chúa Clarendon, mặc dù ông không có trách nhiệm trục tiếp đối với chúng và thặm chí từng phát biểu chống lại Luật Năm dặm.
Cuộc Trung dưng cũng kéo theo sự thay đổi cấu trúc xã hội. Thanh giáo bị mất địa vị. Các rạp hát hoạt động trở lại sau khoảng thời gian đóng cửa suốt thời kì bảo hộ của Oliver Cromwell, và "Hài kịch Trung Hưng" trở nên một thể loại nghệ thuật thường thấy. Môn bài rạp hát được Charles cấp yêu cầu rằng những vai diễn phụ nữ phải được đóng bởi:"người biểu diễn tự nhiên" chứ không phải các thiếu niên nam đóng giả nữ như đã từng có trước kia; và Văn học thời Trung Hưng ủng hộ hoặc phản kháng sự khôi phục của nền quân chủ, trong đó bao gồm John Wilmot, Bá tước Rochester thứ hai. Về Charles II, Wilmot được cho là người nói:
Chúng ta có một vị vua khá dí dỏm,
Có những ngôn từ không ai tin hết,
Ông không bao giờ nói những điều dại dột,
Và không làm những điều khôn ngoan"
mà Charles cãi lại rằng, "Điều đó đúng, đối với ngôn từ của riêng trẫm, nhưng những hành động của trẫm là từ các bộ trưởng".

### Đại Hạch, Đại Hỏa hoạn
Năm 1665, Charles đối mặt với cuộc khủng hoảng y tế lớn: Dịch hạch lớn London. Số người chết lên đến đỉnh cao là 7,000 mỗi tuần trong tuần từ 17 tháng 9. Charles, cùng với gia đình và triều đình, lánh khỏi London vào tháng 7 để đến Salisbury; Nghị viện họp tại Oxford. Tất cả nỗ lực của đội ngũ y tế London nhằm ngăn chặn dịch bệnh thất bại, và nó tiếp tục lây lan.
Thêm một tai họa nữa cho London, nhưng nó cũng kết thúc dịch hạch, là sự kiện mà về sau gọi là Đại Hỏa hoạn London, bắt đầu ngày 2 tháng 9 năm 1666. Ngọn lửa thiêu rụi 13.200 căn nhà và 87 nhà thờ, bao gồm Nhà nguyện St Paul. Charles và hoàng đệ James trực tiếp tham gia và chỉ đạo công tác chữa cháy. Người dân đổ lỗi những người Công giáo là chủ mưu vụ này, mặc dù nguyên nhân thực sự của nó đến từ vụ cháy lò bánh mì ở ngõ Pudding.

## Ngoại giao và chính sách thuộc địa
Từ 1640, Bồ Đào Nha vùng lên chống lại sự thống trị của Tây Ban Nha, nhằm khôi phục nền độc lập sau thời gian 60 năm nằm dưới liên minh cá nhân giữa Tây Ban Nha và Bồ Đào Nha. Bồ Đào Nha được người Pháp giúp đỡ, nhưng trong Hiệp định Pyrenees năm 1659 Bồ Đào Nha bị đồng minh Pháp bỏ rơi. Những đàm phán với người Bồ về hôn nhân giữa Charles với Catarina Henriqueta của Bồ Đào Nha bắt đầu dưới thời cha ông và đến sau Trung Hưng, Hoàng hậu Luísa của Bồ Đào Nha, giữ địa vị nhiếp chính, mở lại đàm phán với Anh mà kết quả là một hiệp định. Ngày 23 tháng 6 năm 1661, quyết định hôn nhân được thông qua, của hồi môn của Catarina là mở cửa cho Anh đến Tangier (Bắc Phi) và Bảy đảo Bombay (sau này có ảnh hưởng mạnh mẽ đến sự phát triển của Đế chế Anh tại Ấn Độ), cùng với quyền thương mại ở Brazil và Đông Ấn, tự do buôn bán và 2 triệu crowns Bồ (khoảng 300,000 bảng); trong khi phía Bồ Đào Nha nhận được sự trợ giúp về hải quân chống lại Tây Ban Nha và quyền tự do tôn giáo dành cho Catarina. Catarina rời Bồ Đào Nha đến Portsmouth ngày 13-14 tháng 5 năm 1662, nhưng Charles không đến thăm bà cho đến ngày 20. Ngày hôm sau họ làm lễ cưới ở Portsmouth gồm 2 lễ – một theo nghi thức Công giáo được tiến hành bí mật, rồi đến buổi lễ công khai theo nghi thức Anh giáo.
Trong một động thái mất lòng người dân, cũng năm 1662, Charles bán Dunkirk cho người anh họ Louis XIV của Pháp với giá 375,000 bảng. Cái cảng này tuy là một tiền đồn chiến lược, nhưng giờ đây lại là nơi hút nhiều nguồn tài chính eo hẹp của Charles.

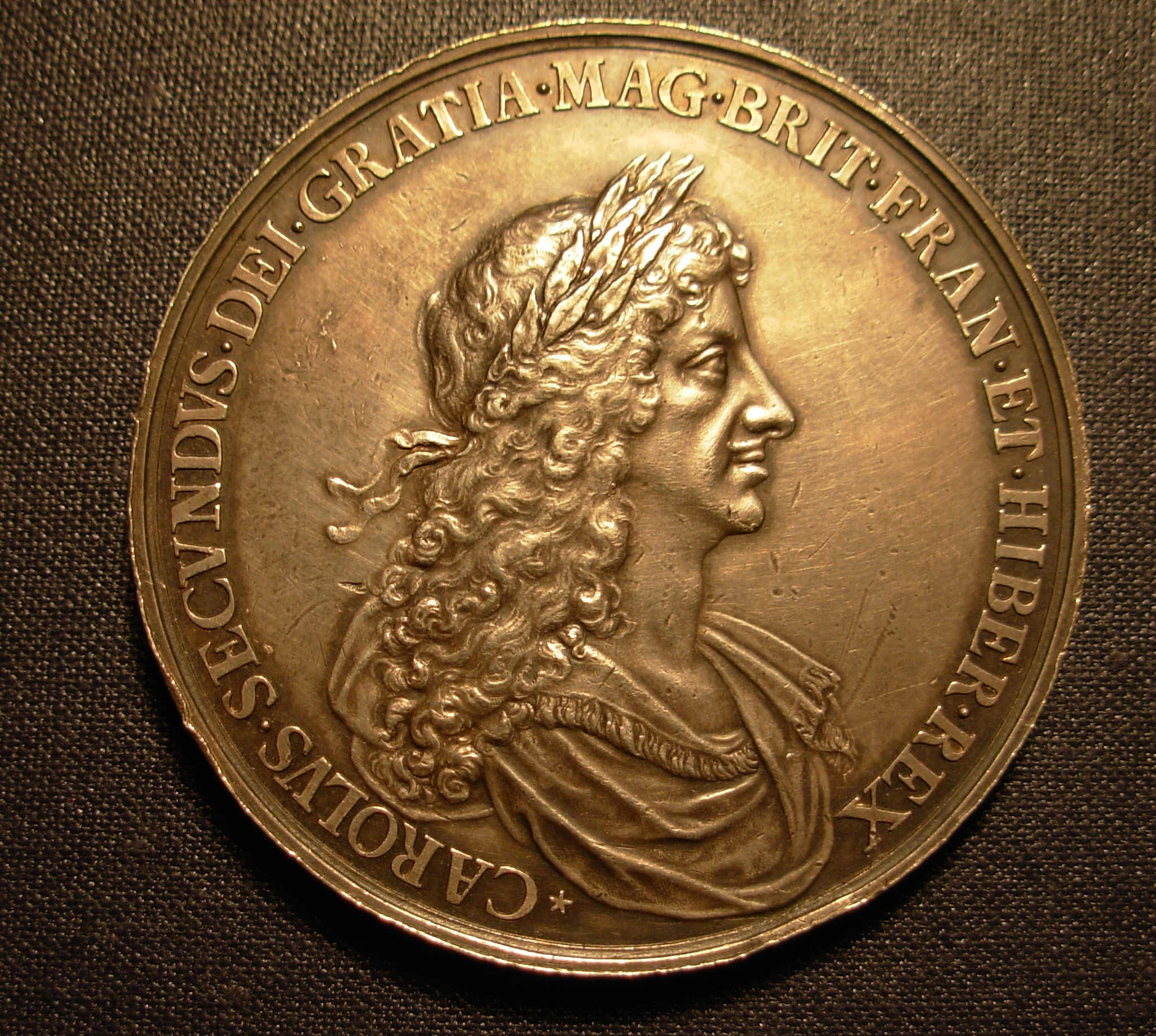
Charles II đeo một huy chương năm 1667, tranh của John Roettier để tưởng nhớ Chiến tranh Anh–Hà Lan lần thứ hai

Trước khi Charles phục vị, Đạo luật Hàng hải năm 1550 làm cản trở thương mại của người Hà Lan khi cho các tàu Anh được độc quyền, và bắt đầu Chiến tranh Anh - Hà Lan thứ nhất (1652 - 1654. Để đặt nền móng cho sự khởi đầu mới, một phái viên của Nghị viện Hà Lan đến vào tháng 11 với Món quà của người Hà Lan. Chiến tranh Anh-Hà Lan lần thứ hai (1665–1667) khởi đầu bằng những nỗ lực của người Anh nhằm xâm nhập vào các thuộc địa của người Hà Lan ở châu Phi và Bắc Mỹ. Cuộc xung đột khởi đầu thuận lợi cho người Anh, họ chiếm lấy New Amsterdam (đổi tên thành New York để tôn vinh em trai của Charles, James, Quận công xứ York) và một chiến thắng ở Trận Lowestoft, nhưng năm 1667 người Hà Lan phát động một cuộc tấn công bất ngờ vào quân Anh (Đột kịch Medway) khi họ đang giong buồm trên dòng sông Thames. Gần như tất cả các tàu bị chìm, ngoại trừ Royal Charles, được đưa đến Hà Lan như một chiến lợi phẩm. Chiến tranh Hà Lan thứ hai kết thúc bằng Hiệp định Breda.
Kết quả của cuộc chiến tranh Hà Lan lần thứ hai, Charles sa thải Lãnh chúa Clarendon, người mà ông sử dụng làm vật tế thần cho cuộc chiến. Clarendon bỏ chạy sang Pháp quốc khi bị luận tội phản quốc (và lĩnh án tử hình). Quyền lực được giao cho năm chính trị gia tạo thành một nhóm gọi tắt là Cabal — gồm Clifford, Arlington, Buckingham, Ashley (sau được tấn phong Bá tước và Lauderdale. Trên thực tế, Cabal hiếm khi hòa thuận với nhau, và triều đình chia ra hai phe phái đứng đầu là Arlington và Buckingham, mà Arlington nắm nhiều ưu thế hơn.
Năm 1668, Anh kết minh với Thụy Điển, và với kẻ cựu thù Hà Lan, cùng nhau chống lại Chiến tranh Ủy thác của Louis XIV. Louis làm hòa với liên minh ba nước, như vẫn tiếp tục duy trì những cuộc công kích vào đất Hà Lan. Năm 1670, Charles, đang tìm cách giải quyết vấn đề tài chánh, đồng ý ký vào Hiệp ước Dover, theo đó Louis XIV sẽ trả cho ông £160,000 mỗi năm. Đổi lại, Charles đồng ý hỗ trợ quân đội cho Louis và tuyên bố cải đạo Công giáo "khi nào hạnh phúc của cả vương quốc cho phép". Louis gửi cho ông 6,000 quân sĩ để trấn áp những người phản đối chuyện cải đạo. Charles cố gắng để đảm bảo Hiệp ước, đặc biệt là điều khoản giữ bí mật. Vẫn chưa chắc chắn liệu Charles có ý định nghiêm túc cải đạo hay không.
Trong khi đó, bằng một loạt năm điều khoản, Charles cấp cho Công ty Đông Ấn những quyền cai quản chính phủ tự trị và mua các lãnh thổ, đúc tiền, chỉ huy quân đội, hình thành liên minh, tuyên chiến và ngừng chiến, thi hành các quyền dân sự và hình sự ở những nơi thuộc sở hữu của họ trên đất Ấn Độ. Đầu năm 1668 ông thuê các đảo ở Bombay và trả một món tiền tượng trưng là £10 bảng bằng vàng. Các lãnh thổ Bồ Đào Nha được trao làm của hồi môn cho Catherine tỏ ra quá tốn kém trong việc chiếm giữ; Tangier bị từ bỏ năm 1684. Năm 1670, Charles cấp quyền kiểm soát lưu vực Vịnh Hudson cho Công ty Vịnh Hudson bằng một bản điều lệ hoàng gia, và đặt tên cho lãnh thổ này là Rupert's Land, dưới tên anh họ của ông, Hoàng thân Rupert xứ the Rhine, người đứng đầu đầu tiên của công ty này.

## Xung đột với Nghị viện
Mặc dù trước đó từng ủng hộ hoàng gia, Nghị viện Kiêu ngạo bị xa lánh bởi những cuộc chiến tranh của nhà vua và chính sách tôn giáo những năm 1670. Năm 1672, Charles thông qua Tuyên ngôn Hoàng gia Indulgence, khi đó ông có ý định đình chỉ tất cả hình phạt chống lại người Công giáo và người Tân giáo bất đồng chính kiến. Trong cùng năm, ông công khai ủng hộ phe Công giáo Pháp và tiến hành Chiến tranh Anh-Hà Lan lần thứ ba.
Nghị viện Kiêu ngạo chống lại Tuyên ngôn Indulgence bằng cách dẫn Hiến pháp và tuyên bố rằng quốc vương không có quyền đình chỉ các đạo luật được thông qua bởi Quốc hội. Charles rút lại tuyên bố, và cũng đồng ý với Đạo luật Kiểm tra, theo đó yêu cầu các quan chức phải nhận các bí tích dưới các hình thức quy định của Giáo hội Anh, cũng như về sau buộc họ phải tố cáo những giáo lý của Giáo hội Công giáo như "mê tín và sùng bái". Clifford, người đã cải sang đạo Thiên Chúa, từ chức thay vì đọc lời tuyên thệ, và tự vẫn không lâu sau đó. Trước năm 1674 do nước Anh chả thu được gì từ cuộc chiến với Hà Lan, và Nghị viện Kiêu ngạo từ chối cung cấp tài chính, buộc Charles phải lập lại hòa bình. Quyền lực của Cabal bị suy yếu và người thay vào chỗ của Clifford, Lãnh chúa Danby, ngày càng có nhiều quyền lực.

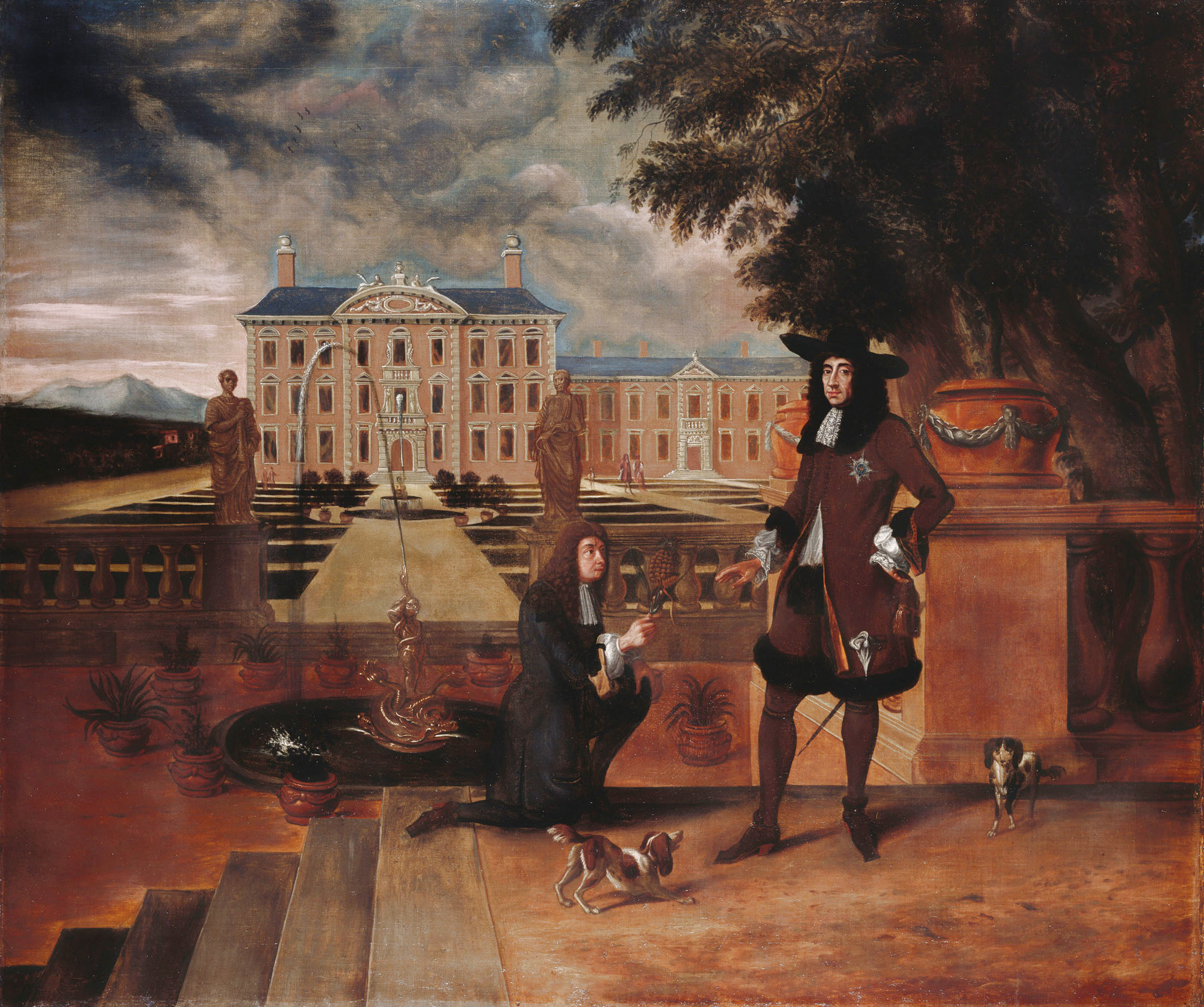
Charles được dâng trái dứa đầu tiên ở nước Anh năm 1675, vẽ bởiHendrick Danckerts.

Vợ của Charles tức Hoàng hậu Catherine không thể sinh ra người kế tự; bốn lần mang thai của bà đều thất bại với những lần sẩy thai và thai chết lưu năm 1662, tháng 2 1666, tháng 5 1668 và tháng 6 1669. Người thừa kế trên danh nghĩa của Charles là người em trai Công giáo bị mất lòng dân, James, Quận công xứ York. Một phần để làm dịu những lo ngại của công chúng khi hoàng gia quá thân thiện với Công giáo, Charles đồng ý hôn sự giữa con gái của James, Mary, với một người Tin Lành, William xứ Orange. Năm 1678, Titus Oates, một thầy tu Anh giáo và dòng Tên, đã cảnh báo một cách giả dối vềa "Âm mưu của Giáo hoàng" nhằm ám sát nhà vua, thậm chí cáo buộc hoàng hậu có nhúng tay vào. Charles không tin những lời cáo buộc, nhưng lệnh cho Lãnh chúa Danby diều tra. Trong khi Lãnh chúa Danby đã đúng khi hoài nghi về những tuyên bố của Oates, Nghị viện Kiêu ngạo làm tình hình tồi tệ hơn. Nhiều người đã bị bắt giữ khi xích động chống đạo Thiên Chúa; thẩm phán và bồi đoán trên khắp đất nước xử phạt những kẻ mà họ cho là mang âm mưu; nhiều người vô tội đã bị xử tử.
Cuối năm 1678, Lãnh chúa bị Hạ viện luận tội phản quốc. Mặc dù phần lớn đất nước ủng hộ cuộc chiến tranh nước Pháp Công giáo, Charles bí mật đàm phán với Louis XIV, nhằm đạt một thỏa thuận, theo đó nước Anh sẽ giữ thế trung lập và đổi lại là tiền. Lãnh chúa Danby công khai tuyên xưng ông thù địch Pháp quốc, nhưng đồng ý tuân theo ý định của Charles. Không may cho ông, Hạ viện không xem ông là một người bị lôi kéo vào vụ bê bối, mà xem ông như kẻ chủ mưu giật dây. Để cứu Lãnh chúa Danby khỏi bị xét xử, Charles giải tán Nghị viện Kiêu ngạo vào tháng 1 năm 1679.
Tân Nghị viện, họp vào tháng 3 cùng năm, có vẻ khá thù địch với Charles. Nhiều thành viên sợ rằng ông đang có ý định sử dụng quân đội để đàn áp những người trái ý và áp đặt đạo Thiên Chúa. Tuy nhiên, do Quốc hội không cung cấp đủ tiền bạc, Charles buộc phải giải tán dần quân đội của mình. Không có được sự ủng hộ của Nghị viện, Lãnh chúa Danby từ chức Tổng Thủ quỹ, nhưng sự xá tội từ quốc vương. Bất chấp ý của hoàng gia, Hạ viện tuyên bố rằng việc giải thể quốc hội không làm gián đoạn quá trình luận tội, và do đó sự ân xá là không hợp lý. Khi Thượng viện cố gắng áp đặt hình phạt lưu đày - mà Hạ viện cho là quá dễ dãi - việc luận tội đã trở thành vấn đề bế tắc giữa lưỡng viện. Vì bị ép buộc rất nhiều lần trong suốt thời kì trị vì, Charles phải xuống nước với những người chống đối, tống giam Lãnh chúa Danby vào Tháp London. Lãnh Danby bị cấm cố ở đó suốt năm năm.

## Những năm cuối đời
Charles đối mặt với một cơn bão chính trị vì vấn đề kế tự. Trước viễn cảnh về một triều đình phong kiến sắp xảy đến, nhiều đại thần lên tiếng phản đối, nổi bật nhất là Anthony Ashley Cooper, Bá tước Shaftesbury thứ nhất (trước kia là Nam tước Ashley và là một thành viên Cabal, đã li khai năm 1673). Ý định Shaftesbury càng được củng cố khi Hạ viện vào năm 1679 thông qua Dự luật Loại trừ, theo đó tìm cách loại bỏ Quận công xứ York khỏi danh sách kế vị. Một số người thậm chí còn đề nghị trao vương miện cho người Tin Lành là Công tước xứ Monmouth, người con ngoại hôn lớn tuổi nhất của Charles. Phe Abhorrers—cho rằng Dự luật Loại trừ thật đáng ghê tởm — được gọi là Tories (theo tên một nhóm kẻ cướp người Công giáo Ái Nhĩ Lan bị truất hữu), trong khi Petitioners — tổ chức một chiến dịch ủng hộ Dự luật Loại trừ — được gọi là Whigs (theo tên một nhóm phiến quân Giáo hội Trưởng lão Tô Cách Lan).

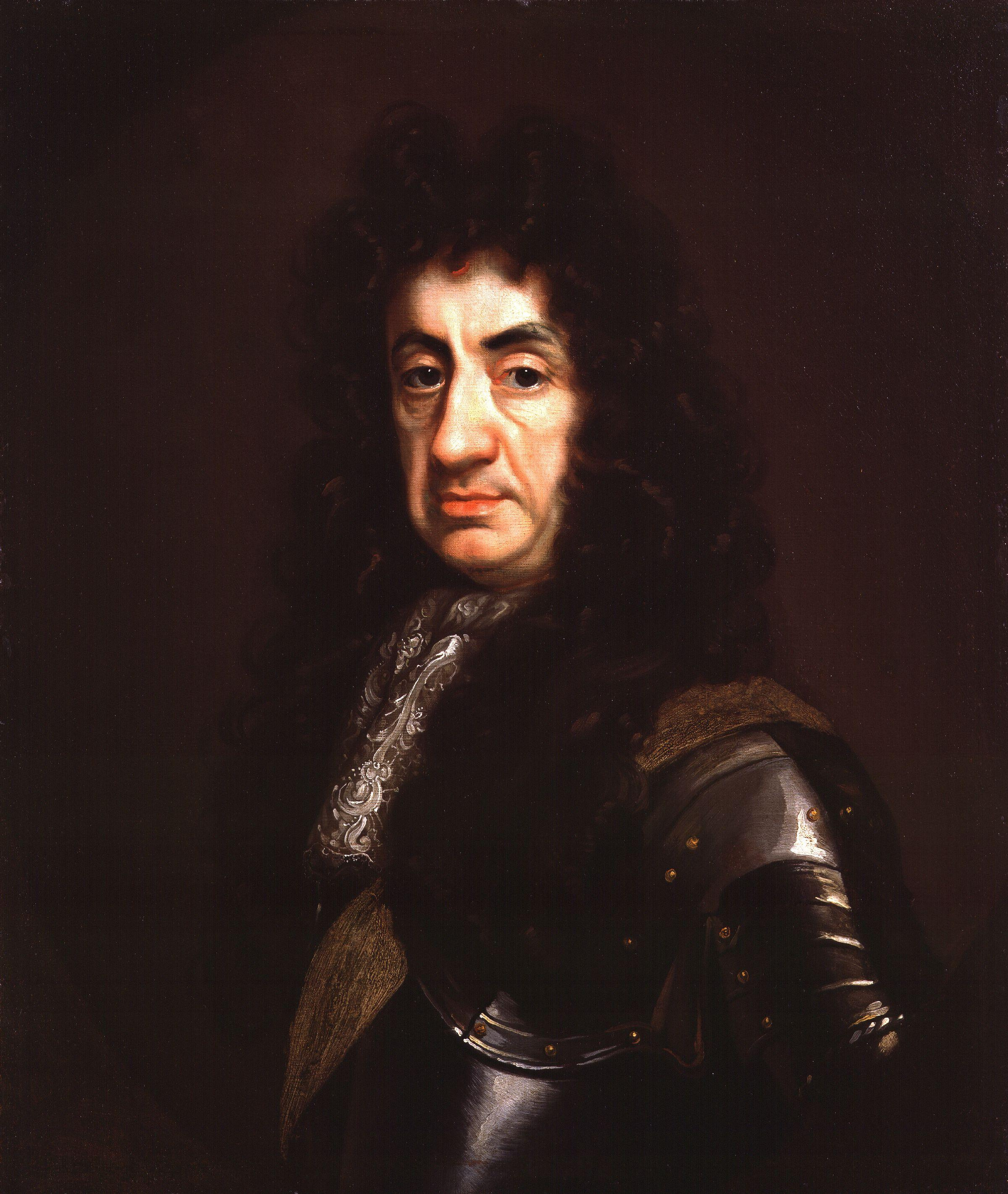
Chân dung vẽ bởi John Riley, c. 1680–1685

Lo ngại Dự luật Loại trừ được thông qua, và được sự ủng hộ của một nhóm người từng được xá tội sau vụ Âm mưu Giáo hoàng, và dường như ông dành nhiều sự ủng hộ cho Công giáo, Charles giải tán Nghị viện Anh, lần thứ hai trong năm đó, vào mùa hạ năm 1679. Hi vọng của Charles về một Quốc hội biết nghe lời hơn đã không thành hiện thực, chỉ trong vài tháng ông giải tán Nghị viện lần nữa, sau khi họ tìm cách thông qua Dự luật Loại trừ. Khi Nghị viện mới họp ở Oxford tháng 3 năm 1681, Charles lại giải tán nó lần thứ tư chỉ sau vài ngày. Tuy nhiên, trong những năm 1680, sự ủng hộ của quần chúng dành cho Dự luật loại trừ mờ nhạt đi, và Charles bất ngờ nhận được sự trung thành tăng cao từ người trong nước. Lãnh chúa Shaftesbury bị truy tố (mặc dù không thành công) tội phản quốc năm 1681 và về sau chạy trốn sang Hà Lan, ông ta chết ở đó. Trong những năm còn lại của cuộc đời, Charles thống trị không thông qua Nghị viện.
Việc Charles chống đối dự luật Loại trừ gây ra sự bất mãn từ một số người Tin Lành. Một âm mưu của phe Tin Lành được gọi là Âm mưu Nhà Rye, nhằm giết nhà vua và quận công xứ York khi họ trở về London sau cuộc đưa ngựa ở Newmarket. Tuy nhiên, một ngọn lửa lớn, đã phá hủy nơi ở của Charles ở Newmarket, buộc ông phải trở về sớm hơn, và do đó, vô tình tránh được âm mưu tấn công. Các chính trị gia Tin Lành như Arthur Capell, Bá tước Essex thứ nhất, Algernon Sydney, Lãnh chúa William Russell và Quận công Monmouth bị nghi ngờ dính dáng tới âm mưu này. Lãnh chúa Essex tự cắt cổ khi bị giam trong Tháp London; Sydney và Russell bị xử tử vì tội phản quốc với rất ít bằng chứng; và quận công Monmouth sống lưu vong ở chỗ triều đình của William xứ Orange. Lãnh chúa Danby và các lãnh chúa Công giáo đang bị giam ở Tòa Tháp được trả tự do và em trai Công giáo của nhà vua, James, nắm nhiều ảnh hưởng hơn tại triều đình. Titus Oates bị kết tội và bỏ tù vì tội phỉ báng.

### Giá băng
Charles bất ngờ bị trúng phong vào sáng ngày 2 tháng 2 năm 1685, và chết ở tuổi 54 vào lúc 11:45 sáng bốn ngày sau tại Cung điện Whitehall. Việc ông lâm bệnh và chết một cách bất ngờ dẫn đến nhiều người hoài nghi rằng ông bị đầu độc, bao gồm một trong số các bác sĩ của hoàng tộc; tuy nhiên, một phân tích y tế hiện đại hơn cho rằng những triệu chứng bệnh cuối cùng của ông cũng tương tự như chứng niếu độc (một hội chứng lâm sàng do rối loạn chức năng thận). Trong những ngày hấp hối trên giường bệnh, Charles phải chịu đựng nhiều phương pháp điều trị như trích huyết, uống thuốc xổ và giác với hi vọng hồi phục.
Trên giường bệnh Charles dặn hoàng đệ, James, chăm sóc cho mấy cố nhân tình của ông: "đối đãi tốt với Portsmouth, và không để Nelly nghèo đói", và nói với các triều thần: "Quả nhân xin lỗi, chúng ái khanh, vì một thời gian ngắn-cái chết". Trong buổi tối cuối cùng của cuộc đời ông được nhận vào Giáo hội Công giáo mặc dù ông có thực sự hoàn toàn tỉnh táo hay không, và ai đã khởi xướng ý kiến đó, thì không rõ. Ông được an táng ở Tu viện Westminster "không có kiểu cách tráng lệ nào" ngày 14 tháng 2 năm đó.
Người kế vị là em trai của Charles,tức là James II của Anh và Ái Nhĩ Lan và James VII của Tô Cách Lan.

## Hậu thế và di sản

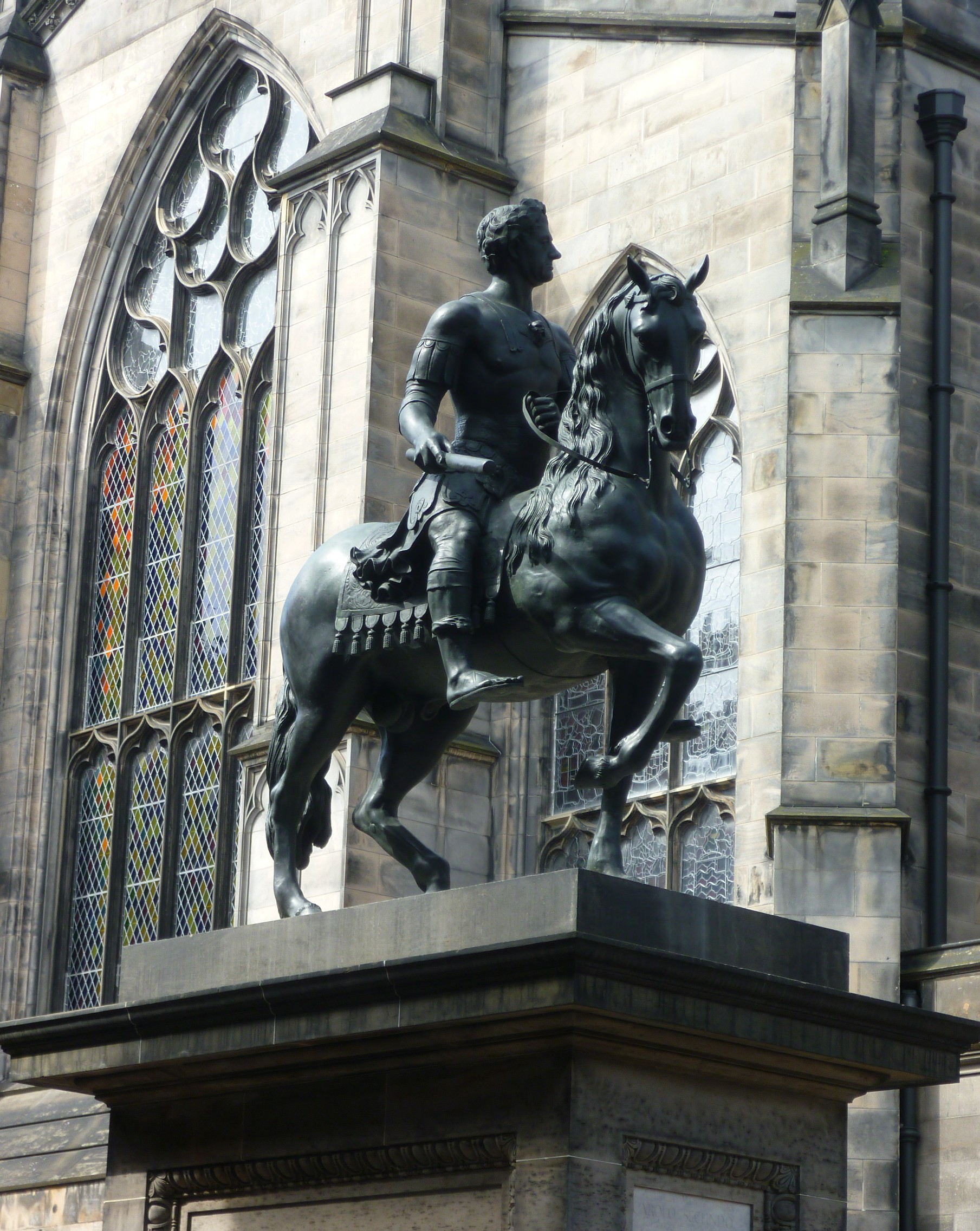
Tượng của Charles II giống như Caesar của La Mã, được dựng lên tại Quảng trường Nghị viện Edinburgh năm 1685.

Charles không có con chính thức, nhưng thừa nhận cả tá người con từ bảy cô nhân tình, trong đó có năm người khét tiếng là Barbara Villiers, Công tước thứ 1 xứ Cleveland. Các tình nhân khác bao gồm Moll Davis, Nell Gwyn, Elizabeth Killigrew, Catherine Pegge, Lucy Walter, và Louise de Kérouaille, Công tước xứ Portsmouth. Kết quả, trong cuộc đời ông được gọi với biệt danh "Old Rowley", tên của một trong những con ngựa đực giống của ông.
Các thần dân của ông bực bội khi phải trả tiền thuế và tiền đó được đem chi cho những tình nhân của ông và con cái họ, nhiều người trong số đó nhận Lãnh địa Công tước và Lãnh địa Bá tước. Hiện nay Công tước xứ Buccleuch, Richmond, Grafton và St Albans là hậu duệ dòng nam của Charles. Diana, Vương phi xứ Wales, là hậu duệ của hai người con trai ngoại hôn của Charles: Quận công Grafton và Richmond. Con trai của Diana, William, Thân vương xứ Wales, đứng thứ hai trong danh sách kế vị, rất có thể trở thành vị quân vương Anh đầu tiên là hậu duệ của Charles II.
Con trai cả của Charles, Công tước xứ Monmouth, dẫn đầu cuộc nổi loạn chống lại James II, nhưng bị đánh bại ở Trận Sedgemoor ngày 6 tháng 7 năm 1685, bị bắt và xử tử. James cuối cùng bị truất ngôi năm 1688 trong sự kiện gọi là Cách mạng Vinh quang. Ông là vị quân vương Công giáo cuối cùng cai trị nước Anh.

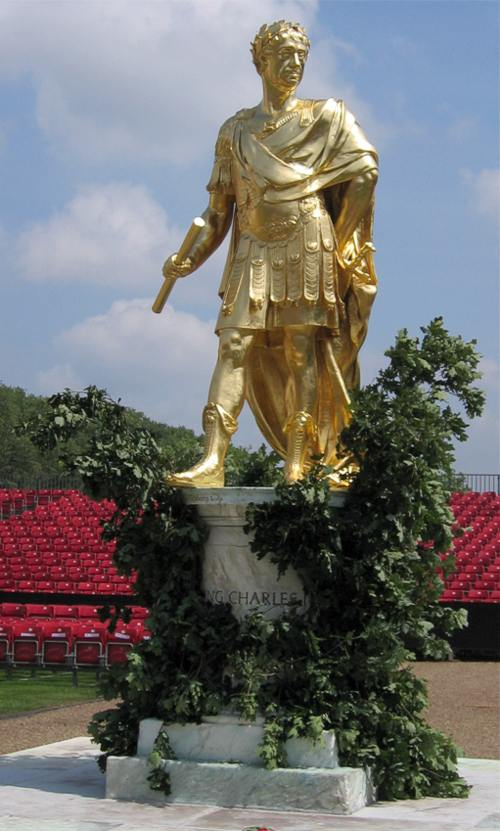
Bức tượng Charles năm 1676 trong trang phục La Mã cổ đại bởi Grinling Gibbons đứng tại Figure Court của Bệnh viện hoàng gia Chelsea từ 1692.

Nhìn lại triều đại của Charles, Đảng Bảo Thủ xem nó là thời kì của chế độ quân chủ nhân từ trong khi Đảng Tự do coi đó là thời kì của chế độ quân chủ chuyên quyền. Ngày nay có thể đánh giá ông không cần theo óc đảng phái, và ông bị coi là một kẻ ranh con dễ thương - từ dùng của người đương thời John Evelyn, "một ông hoàng có nhiều tiết hạnh lớn và nhiều đức tính xấu, phóng khoáng, dễ tiếp cận, không khát máu hay tàn nhẫn". John Wilmot, Bá tước Rochester thứ hai, viết về Charles một cách dâm dật hơn:
Thao thức ông lăng từ con điếm này sang con điếm khác

Một quân vương vui vẻ, đầy tai tiếng và tầm thường.

Charles, nhà bảo trợ nghệ thuật và khoa học, đã thành lập Đài Thiên văn Hoàng gia và ủng hộ Hiệp hội Hoàng gia, một nhóm các nhà khoa học mà những thành viên ban đầu bao gồm Robert Hooke, Robert Boyle và Sir Isaac Newton. Ông là người bảo trợ của Sir Christopher Wren, kiến trúc sư có công xây dựng lại London sau nạn lửa và xây dựng Bệnh viện hoàng gia Chelsea, mà Charles xem như một ngôi nhà dành cho những quân nghỉ hưu vào năm 1682.
Ngày kỉ niệm Trung Hưng (cũng là sinh nhật của Charles) — 29 tháng 5 — được công nhận ở Anh cho đến giữ thế kỉ XIX như Oak Apple Day, theo tên chiếc áo lá sồi mà Charles giấu trong lúc lẩn trốn quân của Oliver Cromwell. Lễ kỉ niệm truyền thống liên quan đến việc mặc áo lá sồi nhưng ngày nay không còn nữa. Có những bức tượng Charles II ở tại Quảng trường Soho, Luân Đôn ở Quảng trường Nghị viện Edinburgh, ở Three Cocks Lane thuộc Gloucester, và gần cổng nam Nhà thờ Lichfield, và hình ảnh của ông được mô tả rộng rãi trong các tác phẩm văn học và phương tiện truyền thông khác. Charleston, Nam Carolina, và Kingstown, Rhode Island, được đặc tên theo tên của ông.

## Danh hiệu, huy hiệu

### Danh hiệu
- 29 tháng 5 1630 – tháng 5 1638: Quận công Cornwall
- Tháng 5 1638 – 30 tháng 1 1649: Thân vương xứ Wales
- 30 tháng 1 1649 – 6 tháng 2 1685: Quốc vương Bệ hạ

Danh hiệu chính thức của Charles II là "Charles đệ nhị, Bởi Đặc ân của Chúa, Vua của Anh, Tô Cách Lan, Pháp và Ái Nhĩ Lan, Người Bảo vệ Đức tin, etc." Danh hiệu vua Pháp chỉ là trên danh nghĩa, và được tất cả các vua Anh tuyên bố như vậy kể từ Edward III, bất kể họ kiểm soát bao nhiêu phần đất Pháp.

### Vinh dự
- KG: Hiệp sĩ Garter, 21 tháng 5 năm 1638[1]

### Huy hiệu
| Huy hiệu Thân vương xứ Wales | Huy hiệu của Charles II trên cương vị quốc vương (ngoài Tô Cách Lan) | Huy hiệu của Charles II dùng ở Tô Cách Lan |

## Con cái
Với Marguerite de Carteret
1. Những lá thư nói rằng bà đã sinh cho Charles một con trai tên là James de la Cloche năm 1646 bị các sử gia bác bỏ vì giả mạo.[77]

Với Lucy Walter (c. 1630 – 1658)
1. James Scott, Công tước thứ 1 xứ Monmouth (1649–1685), tấn phong Công tước xứ Monmouth (1663) ở Anh và Công tước xứ Buccleuch (1663) ở Tô Cách Lan, kết hôn với Anna Scott, Công tước thứ 1 xứ Buccleuch. Tổ tiên của Sarah, Công tước phu nhân xứ York. Monmouth chào đời 9 tháng sau lần Walter và Charles II gặp nhau lần đầu tiên, và được Charles II thừa nhận là con mình, nhưng James II đoán rằng anh ta là con của tình nhân khác của bà ta, Đại tá Robert Sidney, chứ không phải của Charles. Lucy Walter có một con gái Mary Crofts, chào đời sau James năm 1651, nhưng Charles II không thừa nhận cô ta, vì ông và Walter đã chia tay từ tháng 9 năm 1649.[1]

Với Elizabeth Killigrew (1622–1680), con gái của Sir Robert Killigrew, kết hôn với Francis Boyle, Tử tước Shannon thứ nhất, năm 1660
1. Charlotte Jemima Henrietta Maria FitzRoy (1650–1684), kết hôn lần đầu với James Howard và lần hai với William Paston, Bá tước Yarmouth thứ hai

Với Catherine Pegge
1. Charles FitzCharles (1657–1680), biệt danh "Don Carlo", tấn phong Bá tước Plymouth (1675)
2. Catherine FitzCharles (sinh 1658; có thể chết sớm hoặc trở thành nữ tu ở Dunkirk)[78]

Với Barbara Villiers (1641–1709), vợ của Roger Palmer, Bá tước thứ 1 xứ Castlemaine; tấn phong Công tước xứ Cleveland
1. Lady Anne Palmer (Fitzroy) (1661–1722), kết hôn với Thomas Lennard, Bá tước Sussex thứ nhất. Cô có thể là con gái của Roger Palmer, nhưng Charles thừa nhận cô.[79] Sarah, Duchess of York, descends from Anne by both parents.
2. Charles Fitzroy (1662–1730), tấn phong Công tước xứ Southampton (1675), trở thành Công tước xứ Cleveland thứ hai (1709)
3. Henry Fitzroy (1663–1690), tấn phong Bá tước Euston (1672), Quận công Grafton (1675), tổ phụ bảy đời của Diana, Vương phi xứ Wales
4. Charlotte Fitzroy (1664–1717), kết hôn với Edward Lee, Bá tước Lichfield thứ 1
5. George Fitzroy (1665–1716), tấn phong Bá tước Northumberland (1674), Quận công Northumberland (1678)
6. Barbara (Benedicta) Fitzroy (1672–1737) – Bà có thể là con của John Churchill, về sau tiến phong Quận công Marlborough, một trong rất nhiều nhân tình của Cleveland,[80] và không bao giờ được Charles thừa nhận là con gái của ông.[81]

Với Nell Gwyn (1650–1687)
1. Charles Beauclerk (1670–1726), tấn phong Quận công St Albans (1684)
2. James, Lãnh chúa Beauclerk (1671–1680)

Với Louise Renée de Penancoet de Kérouaille (1649–1734), tấn phong Nữ Công tước Portsmouth (1673)
1. Charles Lennox (1672–1723), tấn phong Công tước xứ Richmond (1675) ở Anh và Công tước xứ Lennox (1675) ở Tô Cách Lan. Tổ tiên của Diana, Vương phi xứ Wales; Camilla, Vương hậu Anh; và Sarah, Công tước phu nhân xứ York.

Với Mary 'Moll' Davis, một ả gái điếm và diễn viên danh tiếng
1. Mary Tudor (1673–1726), kết hôn với Edward Radclyffe, Bá tước thứ 2 xứ Derwentwater; sau khi Edward chết, bà tái hôn với Henry Graham, và sau khi ông ta chết thì tái hôn với James Rooke.

Những tình nhân khác có thể là:
1. Christabella Wyndham[83]
2. Ortensia Mancini, Công tước xứ Mazarin[84]
3. Winifred Wells – một trong những người thị tùng của Vương hậu[85]
4. Jane Roberts – con gái của một mục sư[85]
5. Mrs Knight – một ca sĩ nổi tiếng[86]
6. Elizabeth Berkeley, nhũ danh Bagot, Thái bá phu nhân Falmouth – góa phụ của Charles Berkeley, Bá tước Falmouth thứ nhất[85][87]
7. Elizabeth Fitzgerald, Nữ Bá tước Kildare[85]

## Gia phả
| \| \| \| \| \| \| \| \| \| \| \| \| \| \| \| \| \| \| \| \| 16. Matthew Stewart, Bá tước thứ 4 xứ Lennox \| \| \| \| \| \| \| \| \| \| \| \| \| \| \| \| \| \| \| \| \| \| \| \| \| \| \| \| \| \| \| \| \| \| \| \| \| \| \| \| \| \| \| \| \| \| \| \| \| \| \| \| \| \| 8. Henry Stuart, Công tước xứ Albany[88] \| \| \| \| \| \| \| \| \| \| \| \| \| \| \| \| \| \| \| \| \| \| \| \| \| \| \| \| \| \| \| \| \| \| \| \| \| \| \| \| \| \| \| \| \| \| \| \| \| \| \| \| \| \| 17. Margaret Douglas \| \| \| \| \| \| \| \| \| \| \| \| \| \| \| \| \| \| \| \| \| \| \| \| \| \| \| \| \| \| \| \| \| \| \| \| \| \| \| \| \| \| \| \| \| \| \| \| \| \| \| \| \| \| 4. James I của Anh \| \| \| \| \| \| \| \| \| \| \| \| \| \| \| \| \| \| \| \| \| \| \| \| \| \| \| \| \| \| \| \| \| \| \| \| \| \| \| \| \| \| \| \| \| \| \| \| \| \| \| \| \| \| 18. James V của Scotland \| \| \| \| \| \| \| \| \| \| \| \| \| \| \| \| \| \| \| \| \| \| \| \| \| \| \| \| \| \| \| \| \| \| \| \| \| \| \| \| \| \| \| \| \| \| \| \| \| \| \| \| \| \| 9. Mary I của Scotland[88] \| \| \| \| \| \| \| \| \| \| \| \| \| \| \| \| \| \| \| \| \| \| \| \| \| \| \| \| \| \| \| \| \| \| \| \| \| \| \| \| \| \| \| \| \| \| \| \| \| \| \| \| \| \| 19. Marie xứ Guise \| \| \| \| \| \| \| \| \| \| \| \| \| \| \| \| \| \| \| \| \| \| \| \| \| \| \| \| \| \| \| \| \| \| \| \| \| \| \| \| \| \| \| \| \| \| \| \| \| \| \| \| \| \| 2. Charles I của Anh \| \| \| \| \| \| \| \| \| \| \| \| \| \| \| \| \| \| \| \| \| \| \| \| \| \| \| \| \| \| \| \| \| \| \| \| \| \| \| \| \| \| \| \| \| \| \| \| \| \| \| \| \| \| 20. Christian III của Đan Mạch \| \| \| \| \| \| \| \| \| \| \| \| \| \| \| \| \| \| \| \| \| \| \| \| \| \| \| \| \| \| \| \| \| \| \| \| \| \| \| \| \| \| \| \| \| \| \| \| \| \| \| \| \| \| 10. Frederik II của Đan Mạch[89] \| \| \| \| \| \| \| \| \| \| \| \| \| \| \| \| \| \| \| \| \| \| \| \| \| \| \| \| \| \| \| \| \| \| \| \| \| \| \| \| \| \| \| \| \| \| \| \| \| \| \| \| \| \| 21. Dorothea xứ Sachsen-Lauenburg \| \| \| \| \| \| \| \| \| \| \| \| \| \| \| \| \| \| \| \| \| \| \| \| \| \| \| \| \| \| \| \| \| \| \| \| \| \| \| \| \| \| \| \| \| \| \| \| \| \| \| \| \| \| 5. Anna của Đan Mạch \| \| \| \| \| \| \| \| \| \| \| \| \| \| \| \| \| \| \| \| \| \| \| \| \| \| \| \| \| \| \| \| \| \| \| \| \| \| \| \| \| \| \| \| \| \| \| \| \| \| \| \| \| \| 22. Ulrich I xứ Mecklenburg \| \| \| \| \| \| \| \| \| \| \| \| \| \| \| \| \| \| \| \| \| \| \| \| \| \| \| \| \| \| \| \| \| \| \| \| \| \| \| \| \| \| \| \| \| \| \| \| \| \| \| \| \| \| 11. Sophie xứ Mecklenburg-Güstrow[89] \| \| \| \| \| \| \| \| \| \| \| \| \| \| \| \| \| \| \| \| \| \| \| \| \| \| \| \| \| \| \| \| \| \| \| \| \| \| \| \| \| \| \| \| \| \| \| \| \| \| \| \| \| \| 23. Elisabeth của Đan Mạch \| \| \| \| \| \| \| \| \| \| \| \| \| \| \| \| \| \| \| \| \| \| \| \| \| \| \| \| \| \| \| \| \| \| \| \| \| \| \| \| \| \| \| \| \| \| \| \| \| \| \| \| \| \| 1. Charles II của Anh \| \| \| \| \| \| \| \| \| \| \| \| \| \| \| \| \| \| \| \| \| \| \| \| \| \| \| \| \| \| \| \| \| \| \| \| \| \| \| \| \| \| \| \| \| \| \| \| \| \| \| \| \| \| 24. Enrique II của Navarra \| \| \| \| \| \| \| \| \| \| \| \| \| \| \| \| \| \| \| \| \| \| \| \| \| \| \| \| \| \| \| \| \| \| \| \| \| \| \| \| \| \| \| \| \| \| \| \| \| \| \| \| \| \| 12. Juana III của Navarra[90] \| \| \| \| \| \| \| \| \| \| \| \| \| \| \| \| \| \| \| \| \| \| \| \| \| \| \| \| \| \| \| \| \| \| \| \| \| \| \| \| \| \| \| \| \| \| \| \| \| \| \| \| \| \| 25. Marguerite xứ Angoulême \| \| \| \| \| \| \| \| \| \| \| \| \| \| \| \| \| \| \| \| \| \| \| \| \| \| \| \| \| \| \| \| \| \| \| \| \| \| \| \| \| \| \| \| \| \| \| \| \| \| \| \| \| \| 6. Henri IV của Pháp \| \| \| \| \| \| \| \| \| \| \| \| \| \| \| \| \| \| \| \| \| \| \| \| \| \| \| \| \| \| \| \| \| \| \| \| \| \| \| \| \| \| \| \| \| \| \| \| \| \| \| \| \| \| 26. Charles IV xứ Vendôme \| \| \| \| \| \| \| \| \| \| \| \| \| \| \| \| \| \| \| \| \| \| \| \| \| \| \| \| \| \| \| \| \| \| \| \| \| \| \| \| \| \| \| \| \| \| \| \| \| \| \| \| \| \| 13. Antoine I của Navarra[90] \| \| \| \| \| \| \| \| \| \| \| \| \| \| \| \| \| \| \| \| \| \| \| \| \| \| \| \| \| \| \| \| \| \| \| \| \| \| \| \| \| \| \| \| \| \| \| \| \| \| \| \| \| \| 27. Françoise xứ Alençon \| \| \| \| \| \| \| \| \| \| \| \| \| \| \| \| \| \| \| \| \| \| \| \| \| \| \| \| \| \| \| \| \| \| \| \| \| \| \| \| \| \| \| \| \| \| \| \| \| \| \| \| \| \| 3. Henriette Marie của Pháp \| \| \| \| \| \| \| \| \| \| \| \| \| \| \| \| \| \| \| \| \| \| \| \| \| \| \| \| \| \| \| \| \| \| \| \| \| \| \| \| \| \| \| \| \| \| \| \| \| \| \| \| \| \| 28. Cosimo I de' Medici \| \| \| \| \| \| \| \| \| \| \| \| \| \| \| \| \| \| \| \| \| \| \| \| \| \| \| \| \| \| \| \| \| \| \| \| \| \| \| \| \| \| \| \| \| \| \| \| \| \| \| \| \| \| 14. Francesco I de' Medici[90] \| \| \| \| \| \| \| \| \| \| \| \| \| \| \| \| \| \| \| \| \| \| \| \| \| \| \| \| \| \| \| \| \| \| \| \| \| \| \| \| \| \| \| \| \| \| \| \| \| \| \| \| \| \| 29. Leonor Álvarez de Toledo y Osorio \| \| \| \| \| \| \| \| \| \| \| \| \| \| \| \| \| \| \| \| \| \| \| \| \| \| \| \| \| \| \| \| \| \| \| \| \| \| \| \| \| \| \| \| \| \| \| \| \| \| \| \| \| \| 7. Maria de' Medici \| \| \| \| \| \| \| \| \| \| \| \| \| \| \| \| \| \| \| \| \| \| \| \| \| \| \| \| \| \| \| \| \| \| \| \| \| \| \| \| \| \| \| \| \| \| \| \| \| \| \| \| \| \| 30. Ferdinand I của Thánh chế La Mã \| \| \| \| \| \| \| \| \| \| \| \| \| \| \| \| \| \| \| \| \| \| \| \| \| \| \| \| \| \| \| \| \| \| \| \| \| \| \| \| \| \| \| \| \| \| \| \| \| \| \| \| \| \| 15. Johanna của Áo[90] \| \| \| \| \| \| \| \| \| \| \| \| \| \| \| \| \| \| \| \| \| \| \| \| \| \| \| \| \| \| \| \| \| \| \| \| \| \| \| \| \| \| \| \| \| \| \| \| \| \| \| \| \| \| 31. Anna của Bohemia và Hungary \| \| \| \| \| \| \| \| \| \| \| \| \| \| \| \| \| \| \| \| \| \| \| \| \| \| \| \| \| \| \| \| \| \| \| \| \| \| \| \| \| \| \| \| \| \| \| \| \| \| \| \| |                                              |  |  |  |  |  |  |  |  |  |  |  |  |  |  |  |
| |                                              |  |  |  |  |  |  |  |  |  |  |  |  |  |  |  |
| | 16. Matthew Stewart, Bá tước thứ 4 xứ Lennox |  |  |  |  |  |  |  |  |  |  |  |  |  |  |  |
| |                                              |  |  |  |  |  |  |  |  |  |  |  |  |  |  |  |
| |                                              |  |  |  |  |  |  |  |  |  |  |  |  |  |  |  |
| | 8. Henry Stuart, Công tước xứ Albany         |  |  |  |  |  |  |  |  |  |  |  |  |  |  |  |
| |                                              |  |  |  |  |  |  |  |  |  |  |  |  |  |  |  |
| |                                              |  |  |  |  |  |  |  |  |  |  |  |  |  |  |  |
| | 17. Margaret Douglas                         |  |  |  |  |  |  |  |  |  |  |  |  |  |  |  |
| |                                              |  |  |  |  |  |  |  |  |  |  |  |  |  |  |  |
| |                                              |  |  |  |  |  |  |  |  |  |  |  |  |  |  |  |
| | 4. James I của Anh                           |  |  |  |  |  |  |  |  |  |  |  |  |  |  |  |
| |                                              |  |  |  |  |  |  |  |  |  |  |  |  |  |  |  |
| |                                              |  |  |  |  |  |  |  |  |  |  |  |  |  |  |  |
| | 18. James V của Scotland                     |  |  |  |  |  |  |  |  |  |  |  |  |  |  |  |
| |                                              |  |  |  |  |  |  |  |  |  |  |  |  |  |  |  |
| |                                              |  |  |  |  |  |  |  |  |  |  |  |  |  |  |  |
| | 9. Mary I của Scotland                       |  |  |  |  |  |  |  |  |  |  |  |  |  |  |  |
| |                                              |  |  |  |  |  |  |  |  |  |  |  |  |  |  |  |
| |                                              |  |  |  |  |  |  |  |  |  |  |  |  |  |  |  |
| | 19. Marie xứ Guise                           |  |  |  |  |  |  |  |  |  |  |  |  |  |  |  |
| |                                              |  |  |  |  |  |  |  |  |  |  |  |  |  |  |  |
| |                                              |  |  |  |  |  |  |  |  |  |  |  |  |  |  |  |
| | 2. Charles I của Anh                         |  |  |  |  |  |  |  |  |  |  |  |  |  |  |  |
| |                                              |  |  |  |  |  |  |  |  |  |  |  |  |  |  |  |
| |                                              |  |  |  |  |  |  |  |  |  |  |  |  |  |  |  |
| | 20. Christian III của Đan Mạch               |  |  |  |  |  |  |  |  |  |  |  |  |  |  |  |
| |                                              |  |  |  |  |  |  |  |  |  |  |  |  |  |  |  |
| |                                              |  |  |  |  |  |  |  |  |  |  |  |  |  |  |  |
| | 10. Frederik II của Đan Mạch                 |  |  |  |  |  |  |  |  |  |  |  |  |  |  |  |
| |                                              |  |  |  |  |  |  |  |  |  |  |  |  |  |  |  |
| |                                              |  |  |  |  |  |  |  |  |  |  |  |  |  |  |  |
| | 21. Dorothea xứ Sachsen-Lauenburg            |  |  |  |  |  |  |  |  |  |  |  |  |  |  |  |
| |                                              |  |  |  |  |  |  |  |  |  |  |  |  |  |  |  |
| |                                              |  |  |  |  |  |  |  |  |  |  |  |  |  |  |  |
| | 5. Anna của Đan Mạch                         |  |  |  |  |  |  |  |  |  |  |  |  |  |  |  |
| |                                              |  |  |  |  |  |  |  |  |  |  |  |  |  |  |  |
| |                                              |  |  |  |  |  |  |  |  |  |  |  |  |  |  |  |
| | 22. Ulrich I xứ Mecklenburg                  |  |  |  |  |  |  |  |  |  |  |  |  |  |  |  |
| |                                              |  |  |  |  |  |  |  |  |  |  |  |  |  |  |  |
| |                                              |  |  |  |  |  |  |  |  |  |  |  |  |  |  |  |
| | 11. Sophie xứ Mecklenburg-Güstrow            |  |  |  |  |  |  |  |  |  |  |  |  |  |  |  |
| |                                              |  |  |  |  |  |  |  |  |  |  |  |  |  |  |  |
| |                                              |  |  |  |  |  |  |  |  |  |  |  |  |  |  |  |
| | 23. Elisabeth của Đan Mạch                   |  |  |  |  |  |  |  |  |  |  |  |  |  |  |  |
| |                                              |  |  |  |  |  |  |  |  |  |  |  |  |  |  |  |
| |                                              |  |  |  |  |  |  |  |  |  |  |  |  |  |  |  |
| | 1. Charles II của Anh                        |  |  |  |  |  |  |  |  |  |  |  |  |  |  |  |
| |                                              |  |  |  |  |  |  |  |  |  |  |  |  |  |  |  |
| |                                              |  |  |  |  |  |  |  |  |  |  |  |  |  |  |  |
| | 24. Enrique II của Navarra                   |  |  |  |  |  |  |  |  |  |  |  |  |  |  |  |
| |                                              |  |  |  |  |  |  |  |  |  |  |  |  |  |  |  |
| |                                              |  |  |  |  |  |  |  |  |  |  |  |  |  |  |  |
| | 12. Juana III của Navarra                    |  |  |  |  |  |  |  |  |  |  |  |  |  |  |  |
| |                                              |  |  |  |  |  |  |  |  |  |  |  |  |  |  |  |
| |                                              |  |  |  |  |  |  |  |  |  |  |  |  |  |  |  |
| | 25. Marguerite xứ Angoulême                  |  |  |  |  |  |  |  |  |  |  |  |  |  |  |  |
| |                                              |  |  |  |  |  |  |  |  |  |  |  |  |  |  |  |
| |                                              |  |  |  |  |  |  |  |  |  |  |  |  |  |  |  |
| | 6. Henri IV của Pháp                         |  |  |  |  |  |  |  |  |  |  |  |  |  |  |  |
| |                                              |  |  |  |  |  |  |  |  |  |  |  |  |  |  |  |
| |                                              |  |  |  |  |  |  |  |  |  |  |  |  |  |  |  |
| | 26. Charles IV xứ Vendôme                    |  |  |  |  |  |  |  |  |  |  |  |  |  |  |  |
| |                                              |  |  |  |  |  |  |  |  |  |  |  |  |  |  |  |
| |                                              |  |  |  |  |  |  |  |  |  |  |  |  |  |  |  |
| | 13. Antoine I của Navarra                    |  |  |  |  |  |  |  |  |  |  |  |  |  |  |  |
| |                                              |  |  |  |  |  |  |  |  |  |  |  |  |  |  |  |
| |                                              |  |  |  |  |  |  |  |  |  |  |  |  |  |  |  |
| | 27. Françoise xứ Alençon                     |  |  |  |  |  |  |  |  |  |  |  |  |  |  |  |
| |                                              |  |  |  |  |  |  |  |  |  |  |  |  |  |  |  |
| |                                              |  |  |  |  |  |  |  |  |  |  |  |  |  |  |  |
| | 3. Henriette Marie của Pháp                  |  |  |  |  |  |  |  |  |  |  |  |  |  |  |  |
| |                                              |  |  |  |  |  |  |  |  |  |  |  |  |  |  |  |
| |                                              |  |  |  |  |  |  |  |  |  |  |  |  |  |  |  |
| | 28. Cosimo I de' Medici                      |  |  |  |  |  |  |  |  |  |  |  |  |  |  |  |
| |                                              |  |  |  |  |  |  |  |  |  |  |  |  |  |  |  |
| |                                              |  |  |  |  |  |  |  |  |  |  |  |  |  |  |  |
| | 14. Francesco I de' Medici                   |  |  |  |  |  |  |  |  |  |  |  |  |  |  |  |
| |                                              |  |  |  |  |  |  |  |  |  |  |  |  |  |  |  |
| |                                              |  |  |  |  |  |  |  |  |  |  |  |  |  |  |  |
| | 29. Leonor Álvarez de Toledo y Osorio        |  |  |  |  |  |  |  |  |  |  |  |  |  |  |  |
| |                                              |  |  |  |  |  |  |  |  |  |  |  |  |  |  |  |
| |                                              |  |  |  |  |  |  |  |  |  |  |  |  |  |  |  |
| | 7. Maria de' Medici                          |  |  |  |  |  |  |  |  |  |  |  |  |  |  |  |
| |                                              |  |  |  |  |  |  |  |  |  |  |  |  |  |  |  |
| |                                              |  |  |  |  |  |  |  |  |  |  |  |  |  |  |  |
| | 30. Ferdinand I của Thánh chế La Mã          |  |  |  |  |  |  |  |  |  |  |  |  |  |  |  |
| |                                              |  |  |  |  |  |  |  |  |  |  |  |  |  |  |  |
| |                                              |  |  |  |  |  |  |  |  |  |  |  |  |  |  |  |
| | 15. Johanna của Áo                           |  |  |  |  |  |  |  |  |  |  |  |  |  |  |  |
| |                                              |  |  |  |  |  |  |  |  |  |  |  |  |  |  |  |
| |                                              |  |  |  |  |  |  |  |  |  |  |  |  |  |  |  |
| | 31. Anna của Bohemia và Hungary              |  |  |  |  |  |  |  |  |  |  |  |  |  |  |  |
| |                                              |  |  |  |  |  |  |  |  |  |  |  |  |  |  |  |
| |                                              |  |  |  |  |  |  |  |  |  |  |  |  |  |  |  |